# Tôn Hòa Vinh
Tôn Hòa Vinh (tiếng Trung: 孙和荣; sinh tháng 7 năm 1957) là Trung tướng Không quân Quân Giải phóng Nhân dân Trung Quốc (PLAAF). Từ tháng 2 năm 2016 đến nay, ông là Phó Tư lệnh Chiến khu Đông bộ kiêm Tư lệnh Không quân trực thuộc Chiến khu Đông bộ Quân Giải phóng Nhân dân Trung Quốc. Trước đó, ông là Phó Tư lệnh Quân khu Tế Nam kiêm Tư lệnh Không quân trực thuộc Quân khu Tế Nam từ năm 2012 tới năm 2016.

## Thân thế và binh nghiệp
Tôn Hòa Vinh sinh tháng 7 năm 1957 tại Quảng Nhiêu, tỉnh Sơn Đông. Ông tốt nghiệp Đại học Kỹ thuật Không quân và có bằng thạc sĩ kỹ thuật.
Năm 2003, Tôn Hòa Vinh là Phó Tham mưu trưởng Không quân trực thuộc Quân khu Thẩm Dương. Tháng 7 năm 2005, Tôn Hòa Vinh được phong quân hàm Thiếu tướng.
Tháng 6 năm 2007, Tôn Hòa Vinh được bổ nhiệm giữ chức Phó Tham mưu trưởng Không quân trực thuộc Quân khu Nam Kinh. Tháng 5 năm 2009, ông được điều động giữ chức Tham mưu trưởng Không quân trực thuộc Quân khu Tế Nam. Tháng 8 năm 2011, nhậm chức Phó Tư lệnh Không quân trực thuộc Quân khu Tế Nam.
Tháng 12 năm 2012, Tôn Hòa Vinh được bổ nhiệm giữ chức vụ Phó Tư lệnh Quân khu Tế Nam kiêm Tư lệnh Không quân trực thuộc Quân khu Tế Nam.
Năm 2013, Tôn Hòa Vinh được bầu làm Đại biểu Nhân đại toàn quốc Trung Quốc (Quốc hội), khóa XII, nhiệm kỳ 2013—2018. Tháng 7 năm 2014, Tôn Hòa Vinh được thăng quân hàm Trung tướng.
Tháng 2 năm 2016, Chủ tịch Quân ủy Trung ương Tập Cận Bình ra tuyên bố giải thể 7 đại Quân khu, thiết lập lại thành 5 đại chiến khu; Tôn Hòa Vinh được chỉ định giữ chức vụ Phó Tư lệnh Chiến khu Đông bộ kiêm Tư lệnh Không quân trực thuộc Chiến khu Đông bộ Quân Giải phóng Nhân dân Trung Quốc.